# Copa de Europa de baloncesto 1986-87
La trigésima edición de la Copa de Europa de Baloncesto fue ganada por el conjunto italiano de la Tracer Milano, su segundo campeonato tras el conseguido en 1965-66, derrotando en la final al equipo israelí del Maccabi Elite, en un partido disputado en Lausana, Suiza.

## Ronda preliminar
| Equipo 1          | Agr.    | Equipo 2 | Ida   | Vuelta |
| ----------------- | ------- | -------- | ----- | ------ |
| Manchester Giants | 170-154 | Benfica  | 91–67 | 79–87  |
| Torpan Pojat      | 166-157 | Honvéd   | 96–80 | 70–77  |

## Primera ronda
| Equipo 1            | Agr.    | Equipo 2        | Ida    | Vuelta  |
| ------------------- | ------- | --------------- | ------ | ------- |
| Alvik               | 193-206 | Zbrojovka Brno  | 95–110 | 98–96   |
| Manchester Giants   | 143-173 | Real Madrid     | 78–86  | 65–87   |
| Torpan Pojat        | 206-180 | Klosterneuburg  | 119–80 | 87–100  |
| Pully               | 203-226 | Maccabi Elite   | 91–102 | 112–124 |
| Bayer 04 Leverkusen | 156-146 | Nashua EBBC     | 70–70  | 86–76   |
| Partizani Tirana    | 145-158 | Orthez          | 63–73  | 82–85   |
| Aris                | 240-154 | Sunair Oostende | 115–77 | 125–77  |
| Murray Edinburgh    | 166-184 | Tracer Milano   | 83–83  | 83–101  |
| Zagłębie            | 171-172 | Galatasaray     | 83–95  | 88–77   |
| Steaua București    | 169-215 | Žalgiris        | 90–107 | 79–108  |
| Achilleas           | 124-230 | Levski-Spartak  | 69–129 | 55–101  |
| Sparta Bertrange    | 139-229 | Zadar           | 68–116 | 71–113  |

## Segunda ronda
| Equipo 1            | Agr.    | Equipo 2      | Ida   | Vuelta |
| ------------------- | ------- | ------------- | ----- | ------ |
| Zbrojovka Brno      | 161–214 | Real Madrid   | 70–82 | 91–132 |
| Torpan Pojat        | 175–207 | Maccabi Elite | 89–95 | 86–112 |
| Bayer 04 Leverkusen | 142–165 | Orthez        | 76–84 | 66–81  |
| Aris                | 147–150 | Tracer Milano | 98–67 | 49–83  |
| Galatasaray         | 142–182 | Žalgiris      | 70-87 | 72–95  |
| Levski-Spartak      | 177–191 | Zadar         | 88–90 | 89–102 |

## Fase de semifinales
|  | Dos primeros avanzan a la final. |

|    | Equipo        | Par. | Pts. | G | P | PF  | PC  |
| -- | ------------- | ---- | ---- | - | - | --- | --- |
| 1. | Tracer Milano | 10   | 17   | 7 | 3 | 870 | 814 |
| 2. | Maccabi Elite | 10   | 17   | 7 | 3 | 861 | 820 |
| 3. | Orthez        | 10   | 16   | 6 | 4 | 809 | 822 |
| 4. | Zadar         | 10   | 14   | 4 | 6 | 819 | 831 |
| 5. | Žalgiris      | 10   | 13   | 3 | 7 | 821 | 862 |
| 6. | Real Madrid   | 10   | 13   | 3 | 7 | 862 | 893 |

## Final
| 2 de abril de 1987 | Tracer Milano                                             | 71–69                | Maccabi Elite                                                              | |  |
|                    | Parciales: 33-36, 38–31                                   |                      |                                                                            | |  |
|                    | Estadísticas Roberto Premier 23 Bob McAdoo 9 Bob McAdoo 3 | Reporte Pts Reb Asts | Estadísticas 24 Lee Johnson 12 Lee Johnson 1 Mickey Berkowitz, Lee Johnson | Pabellón: CIG de Malley, Lausana Asistencia: 10.500 espectadores Árbitros: Stavors Douvis (GRE), Wyeslaw Zych (POL) |  |

| Campeón de la Copa de Europa 1986–87 |
| ------------------------------------ |
| Tracer Milano 2º título              |